# Malik Sealy
Malik Sealy (Bronx, 1º febbraio 1970 – St. Louis Park, 20 maggio 2000) è stato un cestista statunitense, professionista nella NBA.

## Carriera
Ha giocato negli Indiana Pacers, Los Angeles Clippers, Detroit Pistons e Minnesota Timberwolves.
Durante la sua carriera NBA, ha riportato una media di 10,1 punti per gara in 23,8 minuti. Ha fatto anche alcune comparsate come attore in serie televisive quali Un detective in corsia e Sentinel.

## Morte
Il 20 maggio 2000, mentre tornava a casa dopo aver partecipato alla festa di compleanno del suo compagno di squadra e migliore amico Kevin Garnett, ha perso la vita in un incidente stradale nei pressi di St. Louis Park (Minnesota). La sua Range Rover è stata travolta da un pick-up che viaggiava in contromano. Sealy, il cui veicolo non era dotato di airbag e che non aveva la cintura di sicurezza allacciata, è morto sul colpo. Il conducente del pick-up, che si è salvato grazie all'airbag, aveva un tasso alcolico superiore al limite consentito e per questo è stato condannato a quattro anni di reclusione.
In suo onore i Timberwolves hanno ritirato la maglia numero 2. Garnett ha inoltre fatto inserire la scritta "2MALIK" all'interno della linguetta delle scarpe "Adidas Garnett 3", modello a lui intitolato. Sealy è stato anche menzionato nei testi delle canzoni di alcuni rapper come AZ ed il duo Gang Starr. Nel luglio 2013 Garnett, dopo essere passato ai Brooklyn Nets, ha deciso di indossare la maglia numero 2 proprio in onore di Sealy.

## Statistiche

### College
| Anno      | Squadra             | PG  | PT | MP   | TC%  | 3P%  | TL%  | RP  | AP  | PRP | SP  | PP   |
| --------- | ------------------- | --- | -- | ---- | ---- | ---- | ---- | --- | --- | --- | --- | ---- |
| 1988-1989 | St. John's R. Storm | 31  | -  | 37,8 | 48,9 | 21,2 | 55,8 | 6,4 | 2,2 | 1,2 | 0,7 | 12,9 |
| 1989-1990 | St. John's R. Storm | 34  | 34 | 38,4 | 52,5 | 7,4  | 68,8 | 6,9 | 1,7 | 2,2 | 1,0 | 18,1 |
| 1990-1991 | St. John's R. Storm | 32  | -  | 37,6 | 49,2 | 30,2 | 74,3 | 7,7 | 1,7 | 2,1 | 1,3 | 22,1 |
| 1991-1992 | St. John's R. Storm | 30  | -  | 38,7 | 47,2 | 30,2 | 79,3 | 6,8 | 1,7 | 2,0 | 0,6 | 22,6 |
| Carriera  | Carriera            | 127 | 34 | 38,1 | 49,4 | 24,7 | 71,2 | 6,9 | 1,8 | 1,9 | 0,9 | 18,9 |

### NBA

#### Regular Season
| Anno      | Squadra            | PG  | PT  | MP   | TC%  | 3P%  | TL%  | RP  | AP  | PRP | SP  | PP   |
| --------- | ------------------ | --- | --- | ---- | ---- | ---- | ---- | --- | --- | --- | --- | ---- |
| 1992-1993 | Indiana Pacers     | 58  | 2   | 11,6 | 42,6 | 22,6 | 68,9 | 1,9 | 0,8 | 0,6 | 0,1 | 5,7  |
| 1993-1994 | Indiana Pacers     | 43  | 5   | 14,5 | 40,5 | 25,0 | 67,8 | 2,7 | 1,1 | 0,7 | 0,2 | 6,6  |
| 1994-1995 | L.A. Clippers      | 60  | 41  | 26,7 | 43,5 | 30,1 | 78,0 | 3,6 | 1,8 | 1,2 | 0,4 | 13,0 |
| 1995-1996 | L.A. Clippers      | 62  | 48  | 25,8 | 41,5 | 21,0 | 79,9 | 3,9 | 1,9 | 1,4 | 0,5 | 11,5 |
| 1996-1997 | L.A. Clippers      | 80  | 79  | 30,7 | 39,6 | 35,6 | 87,6 | 3,0 | 2,1 | 1,6 | 0,6 | 13,5 |
| 1997-1998 | Detroit Pistons    | 77  | 10  | 21,3 | 42,8 | 22,0 | 82,4 | 2,8 | 1,3 | 0,8 | 0,3 | 7,7  |
| 1998-1999 | Minnesota T'wolves | 31  | 7   | 23,6 | 41,1 | 26,1 | 90,2 | 3,0 | 1,2 | 1,0 | 0,2 | 8,1  |
| 1999-2000 | Minnesota T'wolves | 82  | 61  | 29,2 | 47,6 | 28,6 | 81,2 | 4,3 | 2,4 | 0,9 | 0,2 | 11,3 |
| Carriera  | Carriera           | 493 | 253 | 23,8 | 42,6 | 29,2 | 80,9 | 3,2 | 1,7 | 1,1 | 0,3 | 10,1 |

#### Playoffs
| Anno     | Squadra            | PG | PT | MP   | TC%  | 3P%  | TL%  | RP  | AP  | PRP | SP  | PP   |
| -------- | ------------------ | -- | -- | ---- | ---- | ---- | ---- | --- | --- | --- | --- | ---- |
| 1993     | Indiana Pacers     | 3  | 0  | 6,0  | 0,0  | 0,0  | 100  | 0,7 | 0,0 | 0,0 | 0,0 | 0,7  |
| 1997     | L.A. Clippers      | 3  | 3  | 26,3 | 48,0 | 20,0 | 73,3 | 1,0 | 1,7 | 0,0 | 0,0 | 12,0 |
| 1999     | Minnesota T'wolves | 4  | 0  | 17,5 | 34,8 | -    | 80,0 | 1,5 | 0,8 | 0,3 | 0,3 | 5,0  |
| 2000     | Minnesota T'wolves | 4  | 4  | 30,5 | 46,3 | 33,3 | 68,8 | 4,5 | 1,3 | 0,5 | 0,0 | 12,5 |
| Carriera | Carriera           | 14 | 7  | 20,6 | 41,5 | 22,2 | 73,7 | 2,1 | 0,9 | 0,2 | 0,1 | 7,7  |

## Palmarès
- McDonald's All-American Game (1988)
- Campione NIT (1989)
- NCAA AP All-America Third Team (1992)